# Бутин
Бути́н — алкин (непредельный ацетиленовый углеводород), имеет брутто-формулу С4Н6. В зависимости от положения тройной связи в цепочке, существует в виде двух изомеров: 1-бутин и 2-бутин.

## Изомерия
Изомеры положения кратной связи:
- 1-бутин (этилацетилен) {\displaystyle {\ce {HC#C-CH2-CH3}}};
- 2-бутин (диметилацетилен) {\displaystyle {\ce {H3C-C#C-CH3}}}.

Межклассовая изомерия:
- бутадиен-1,3
- бутадиен-1,2
- 3-метилциклопропен-1
- 1-метилциклопропен-1
- циклобутен

## Получение бутина
2-Бутин можно получить из 2,3-дибромбутана нагреванием в спиртовом растворе щёлочи:
{\displaystyle {\ce {CH3-CHBr-CHBr-CH3 + 2 KOH ->}}}
{\displaystyle {\ce {C4H6 + 2 KBr + 2H2O}}}.

## Химические свойства
Бутин участвует в реакциях присоединения менее активно, чем бутен. Причина этого — наличие у бутина тройной связи. Тройная связь состоит из двух π-связей и одной σ-связи. Таким образом, система π-связей дополнительно стабилизирует молекулу.